# Marbäck, Harbo
Marbäck är en by i Harbo socken, Heby kommun.
Byn omtalas i skriftliga handlingar första gången i markgäldsförteckningen 1312, då endast med en bonde, Rangualdus. I årliga räntan 1541 upptas ett mantal skatte. Gården delades på 1630-talet i två gårdar och därefter på 1650-talet i tre, från slutet av 1600-talet i fyra. På byns ägor har legat torpen, Gåsvreten, Manhem, Småängen, Kullberga, Andersbo, Sandgrind, Johannesberg och Kullen.
Björnsveden var fram till 1980-talet en enklav i Svina. 1683-1697 fanns även soldattorpet för rote 343 vid Västmanlands regemente i Marbäck.
Mantalslängden 1940 upptog 39 personer folkbokförda i byn, 1981 fanns här 34 personer.